# Achillezaur
Achillezaur (Achillesaurus) – monogatunkowy rodzaj dinozaura z rodziny alwarezaurów (Alvarezsauridae). Był stosunkowo dużym, bazalnym przedstawicielem Alvarezsauridae – osiągał do 2 metrów długości i ważył około 30 kg. Żył w późnej kredzie (santon), około 85 milionów lat temu, na terenie dzisiejszej Ameryki Południowej. Materiał kopalny obejmował m.in.: sakralny kręg, cztery kręgi ogonowe, niekompletną lewą kość udową, piszczel, kości śródstopia i lewą kość biodrową. Jedynym gatunkiem rodzaju jest Achillesaurus manazzonei. Nazwa Achillesaurus oznacza „jaszczur Achillesa”.